# Baal Teshuva
Ba'al teshuvah' (in ebraico בעל תשובה‎?; per le donne Baalat teshuva in ebraico בעלת תשובה‎?; al plurale Baalei teshuva in ebraico בעלי תשובה‎?, letteralmente "colui che ritorna a Dio") è un termine usato per indicare un ebreo laico che decide di abbracciare l'ebraismo ortodosso.
In origine il termine indicava coloro che hanno violato l'halakhah (la legge ebraica) e che in seguito sono tornati a seguire tutte le mitzvòt. Secondo il Talmud, un Ba'al teshuva ha una considerazione più elevata rispetto a un ebreo nato in una famiglia ortodossa.

## Movimento Baal Teshuva
Il movimento si è diffuso tra gli ebrei secolari a metà del XX secolo, in risposta alla cultura hippie e ad altre correnti che si stavano diffondendo in Occidente. In particolare fu molto stimolato da personalità come il rabbino Menachem Mendel Schneerson. Il movimento ha avuto un forte influsso anche nell'ex Unione Sovietica, dove molti ebrei secolarizzati tornarono alle antiche tradizioni in risposta all'ostracismo da parte delle autorità sovietiche. Qui una delle guide principali fu Herman Branover.
Oggi il movimento è forte soprattutto negli Stati Uniti e in Israele. Tra le sue guide più importanti spiccano Amnon Yitzhak, Adin Steinsaltz e David Kazhdan.